# Выборы в Верховный Совет СССР (1984)
Выборы в Верховный Совет СССР XI созыва прошли 4 марта 1984 года.

## Избирательное право
Верховный Совет состоял из двух палат, по 750 депутатов в каждой: Совет Союза (один депутат от 300 тысяч граждан) и Совет Национальностей (32 депутата от каждой союзной республики, 11 — от каждой автономной республики, 5 — от каждой автономной области, 1 — от каждого автономного округа).
Согласно действующему на тот момент избирательному законодательству, все кандидаты должны были быть выдвинуты либо от КПСС, либо от трудовых коллективов, либо от общественных организаций. Однако так или иначе, все общественные организации контролировались партией, а равно подчинялись закону об общественных организациях от 1931 года, устанавливавшего наличие в них руководящего партийного влияния, а КПСС оставалась единственной партией в стране.
Избиратели могли проголосовать против выдвинутых кандидатов, однако для этого требовалось испортить бюллетень. Единственным шансом для непризнания выборов, а равно и показательного протеста против существовавшего порядка — явка ниже 50 %, что признавало бы выборы недействительными.

## Кандидаты на выборы
Значительная часть депутатов на данных выборах являлись членами КПСС, а многие из прочих — членами ВЛКСМ, что лишь создавало иллюзию наличия независимых кандидатов на выборах.

## Результаты
|                             |                                          |             |             |             |                       |                       |                       |  |  |  |  |  |  |  |
| Партия                      | Партия                                   | Совет Союза | Совет Союза | Совет Союза | Совет национальностей | Совет национальностей | Совет национальностей |  |  |  |  |  |  |  |
| Партия                      | Партия                                   | Голосов     | %           | Мест        | Голосов               | %                     | Мест                  |  |  |  |  |  |  |  |
|                             | Коммунистическая партия Советского Союза | 183 897 278 | 99,94       | 551         | 183 592 183           | 99,77                 | 521                   |  |  |  |  |  |  |  |
|                             | Беспартийные                             | 183 897 278 | 99,94       | 199         | 183 592 183           | 99,77                 | 229                   |  |  |  |  |  |  |  |
| Против всех                 | Против всех                              | 109 078     | 0,06        |             | 414 172               | 0,23                  |                       |  |  |  |  |  |  |  |
| Всего                       | Всего                                    | 184 006 356 | 100,00      | 750         | 184 006 355           | 100,00                | 750                   |  |  |  |  |  |  |  |
|                             |                                          |             |             |             |                       |                       |                       |  |  |  |  |  |  |  |
| Действительных бюллетеней   | Действительных бюллетеней                | 184 006 356 | 100,00      |             | 184 006 355           | 100,00                |                       |  |  |  |  |  |  |  |
| Недействительных бюллетеней | Недействительных бюллетеней              | 17          | 0,00        |             | 18                    | 0,00                  |                       |  |  |  |  |  |  |  |
| Всего бюллетеней            | Всего бюллетеней                         | 184 006 373 | 100,00      |             | 184 006 373           | 100,00                |                       |  |  |  |  |  |  |  |
| Явка избирателей            | Явка избирателей                         | 184 029 412 | 99,99       |             | 184 029 412           | 99,99                 |                       |  |  |  |  |  |  |  |

На выборах в Совет Союза 183 897 278 бюллетеней (99,94 %) были поданы за официально выдвинутых кандидатов, 109 072 бюллетеней (0,06 %) было подано против, 17 бюллетеней были объявлены недействительными.
На выборах в Совет Национальностей 200 352 091 бюллетеней (99,95 %) были поданы за выдвинутых кандидатов, 114 102 бюллетеня (0,05 %) было подано против, 18 бюллетеней были объявлены недействительными.
Были избраны все 750 депутатов Совета Союза и 749 — Совета Национальностей, поскольку кандидат от Джамбульского округа умер перед выборами, и депутат на замену был избран позднее на дополнительных выборах.
Среди избранных находились:
- 1071 член КПСС (71,4 %)
- 428 беспартийных (28,6 %)
- 331 — моложе 30 лет (22 %)
- 688 рабочих, колхозников и служащих (46 %)
  - из них — 514 рабочих (в том числе 150 занятых в сельском хозяйстве)
  - 159 колхозников
  - 15 служащих
  - из них — 435 женщин
- 226 работников умственного труда (15 %)
  - из них — 15 учителей и директоров школ
  - 15 врачей
  - 11 агрономов и зоотехников
  - 5 инженеров
  - 56 председателей колхозов
  - 9 директоров совхозов
  - 13 директоров промышленных предприятий
  - 6 руководителей НИИ и вузов
  - 3 партийных и 2 советских работника
  - 5 генеральных конструкторов министерства авиационной промышленности СССР
  - 26 директоров и генеральных директоров предприятий союзного значения
  - 27 представителей научной и творческой интеллигенции (учёные, писатели, музыканты и пр.)

- руководители, входившие в состав ВС СССР в соответствии с должностями — 585 человек (39 %, в том числе 6 женщин), включая:
  - 23 члена политбюро и Секретариата ЦК КПСС
  - 24 первых и вторых секретарей компартий союзных республик (кроме вошедших в первую категорию)
  - 19 заведующих и первых заместителей заведующих отделами ЦК КПСС
  - 157 первых секретарей секретарей крайкомов и обкомов КПСС
  - 12 заместителей Председателя Совета Министров СССР
  - 78 министров СССР
  - 53 заместителя министра обороны СССР, командующих родами войск, группами войск, военными округами, флотами и другими высшими военачальниками
  - 14 председателей Президиумов Верховных Советов союзных республик
  - 27 Председателей и первых заместителей Председателей Советов Министров союзных республик
  - 16 заместителей председателя союзного и председателей республиканских комитетов государственной безопасности
  - 17 вице-президентов АН СССР и президентов АН союзных республик, президент АМН СССР
  - 15 высших руководителей ВЦСПС и республиканских советов профсоюзов
  - также руководители крупнейших промышленных предприятий (ЗИЛ, Уралмаш, ВАЗ и пр.), крупнейших пароходств, Генеральный прокурор СССР и т. п.

- Из 492 женщин (32,8 %):
  - 106 колхозниц
  - 19 ткачих
  - 16 швей

## Последствия
На Первой сессии Верховного Совета одиннадцатого созыва (11-12 апреля 1984 года) был избран новый состав Президиума Верховного Совета СССР; Председателем Президиума Верховного Совета СССР был избран К. У. Черненко, Совет Министров СССР вновь возглавил Н. А. Тихонов.
Выборы 1984 года стали последними, проведёнными до того, как начатая М. С. Горбачёвым политика перестройки и демократизации привела к частично свободным, а затем свободным выборам на альтернативной основе в конце десятилетия. Также они стали последними выборами в Верховный Совет такого формата: на следующих выборах избирались депутаты Съезда народных депутатов СССР, который затем выбрал из их числа количественно меньший Верховный Совет.